# La Manía

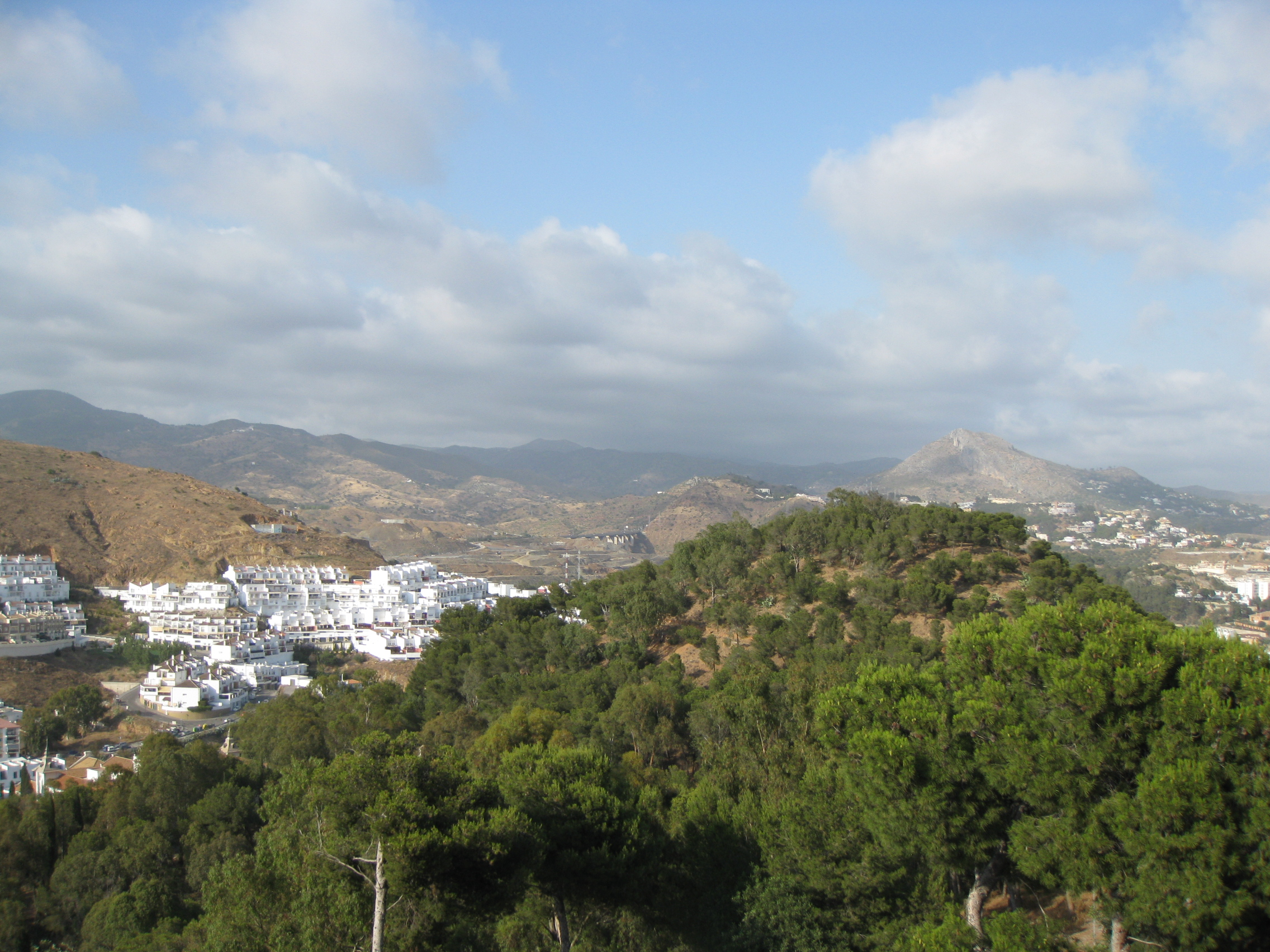
Vista de La Manía (a la izquierda) desde Gibralfaro.

La Manía es un barrio que pertenece al distrito Centro de la ciudad andaluza de Málaga, España. Según la delimitación oficial del ayuntamiento, limita al norte con Seminario; al este, con Los Pinos del Limonar; al sur, con La Vaguada, Ventaja Alta y Barcenillas; y al oeste, con el barrio Conde de Ureña.
El barrio fue construido en 2001, de acuerdo con el diseño del estudio de arquitectura SMP, de Salvador Moreno Peralta.

## Transporte
Ningún autobús atraviesa el barrio, aunque las siguientes líneas de la EMT paran en las proximidades: 
| Línea | Trayecto                                             | Recorrido | Frecuencia    |
| ----- | ---------------------------------------------------- | --------- | ------------- |
| 35    | Alameda Principal - Gibralfaro                       | Recorrido | 40-50 minutos |
| 36    | Alameda de Colón - Conde de Ureña (Centro Histórico) | Recorrido | 60 minutos    |